# Haworthia mortonii
Haworthia mortonii är en grästrädsväxtart som beskrevs av Ingo Breuer. Haworthia mortonii ingår i släktet Haworthia och familjen grästrädsväxter. Inga underarter finns listade i Catalogue of Life.